# سوزانا هوتون
سوسانا هوبتون هارفي   (1627-1709) كاتبة إنجليزية.

## الحياة
سوزان هوبتون المتعلمة ذاتيا تزوجت من ريتشارد هوبتون من  كينجتون، هيرفوردشاير، المحامي، والقاضي، وقد أصبحت كاثوليكية بسبب تأثرها بالأب هنري توربيرفيل.
[وفي وقت لاحق، اعادها زوجها إلى كنيسة في إنجلترا بعد دراسة لاهوتية في ويليام لود وتوماس مورتون وويليام تشيلينغورث
لم تنجب سوزان هويتون أطفالا وقد مات زوجها في عام 1696، تاركاً لها ظروف معيشية مريحة.
واستمرت في العيش في كينجتون. 
وكان لها صديقان قريبان من رجال الدين هما جورج هيكس سبينكس، وكلاهما نشر روايات عن حياتها.
وقبل مرضها الأخير انتقلت من كينجتون إلى هيرفورد، حيث توفيت بسبب الحمى في 12 يوليو 1709، وعمرها 81 عاما. وقد دُفِنت في بيشوبس فروم، بالقرب من زوجها.

## الأعمال
كانت أعمال هوبتون كلها ذات طابع ديموغرافي وكانت في أغلب الأحيان منشورة بشكل مجهول. استغلوا على عمل غير منشور  لتوماس تراهرن
ربما تكون شركة «أنديكس هوبتون» قد عرفته، نظراً لزواج سوزانا بلونت  من فيليب تراهيرن، وعاشت سوزان لبعض الوقت في «غاترتوب»، «دينمور»، وهي ليست بعيدة عن «كريدينهيل».
وهي تتضمن:
- Daily Devotions, consisting of Thanksgiving, Confessions, and Prayers, by an Humble Penitent, 1673.

- Devotions in the Antient Way of Offices, 1701

.وقد نشر هذا التقرير جورج هيكس، الذي قام بتنقيحه وإضافة مقدمة له.  وأوضح أن العمل كان قد سبق له أن كان له أربع طبعات في النسخة الرومانية الكاثوليكية (نسخة  جون أوستن)، وخمسة طبعات كما نقحها  تيوفيلوس دورينجتون، في حين كان هذا هو الثاني في نسخة جديدة تتضمن مزامير وتراتيل لكل يوم من أيام الاسبوع ولكل يوم مقدس من أيام السنة
- Hexameron, or Meditations on the Six Days of Creation.

وبعد كل يوم من الاستشهادات، هناك عبارات عن بعض الجدارة الشعرية. 
- Meditations and Devotions on the Life of Jesus Christ.

وقد  نشر الاثنان الاخران، جنبا إلى جنب مع التفاني اليومي، بعد وفاتها في مجلد واحد من قبل ناثانييل سبنكس، تحت عنوان  مجموعة من Meditations وdevoitions، في ثلاثة أجزاء، 1717
- تم نشر رسالة إلى الأب توربرفيل في وقت لاحق من قبل هيكس ل هوتون في عام 1710، أي بعد 49 عاما من كتابتها، في مجاده الثاني من الرسائل المثيرة للجدل.

ترك هوبتون قصائد في مخطوطة